# 鳥居忠求
鳥居 忠求（とりい ただもと）は、江戸時代中期の下野国壬生藩の世嗣。官位は従五位下・播磨守。

## 略歴
3代藩主・鳥居忠意の長男として誕生。正室は溝口直温の娘。
鳥居忠意の嫡子として生まれ、宝暦5年（1755年）に徳川家重に初御目見・叙任する。父が老中など幕閣の要職にあった関係上、長く嫡子の座にとどまった。寛政元年（1789年）、家督を相続する前に没した。没後は長男・忠貴が代わって嫡子となった。

## 系譜
- 父：鳥居忠意（1717-1794）
- 母：不詳
- 正室：勝姫 - 溝口直温の四女
- 生母不明の子女
  - 長男：鳥居忠貴（1769-1819）
  - 次男：竹村嘉道
  - 女子：謡台院 - 加藤泰賢継々室
  - 女子：寛隆院 - 松平正卜室
  - 女子：五井松平忠元正室